# ジョン・アンデル・セランテス
- ヨン・アンデル・セランテス
- ホン・アンデル・セランテス

ジョン・アンデル・セランテス・シモン（Jon Ander Serantes Simón,  1989年10月24日 - ）は、スペイン・バスク州ビスカヤ県バラカルド出身のプロサッカー選手。Jリーグ・FC岐阜所属。ポジションはゴールキーパー。

## 来歴
2008年にバラカルドCFでプロデビュー。デビュー以降下部リーグでのプレーが続き、2011年1月にアスレティック・ビルバオに移籍し、傘下のビルバオ・アスレティックでプレーするも、トップチームに昇格することは出来なかった。
2014年7月2日、CDルーゴと契約した後、9月1日にCDレガネスへのローン移籍が決定。2014-15シーズン、25試合に起用され、チーム創設87年目にして初のプリメーラ・ディビシオン昇格に貢献し、2015年7月2日にレガネスへの完全移籍が決定した。
自身も初となるプリメーラ・ディビシオンデビューとなった2016年8月22日のセルタ・デ・ビーゴ戦で、1-0の完封勝利を達成。この勝利もあり、同年8月の月間最優秀選手に選出されるなど、レガネスの正GKに定着していたセランテスだったが、11月26日のRCDエスパニョール戦で、膝の前十字靭帯を断裂する重傷を負い、無念のシーズン終了。その影響で、翌2017-18シーズンは1試合の出場に止まった。
2019年より、J2リーグ・アビスパ福岡に完全移籍で加入。
開幕戦から先発出場を果たし、すぐにレギュラーに定着。この年は1試合を除く41試合に出場した。2020シーズンは肩の怪我もあり村上昌謙にポジションを譲る時期もあったが昇格に貢献した。
2020年シーズン終了後、契約満了によりアビスパ福岡を退団。
2021年2月1日、6月末までの短期契約でCDテネリフェに加入。同年8月11日、プリメーラ・ディビシオンRFEF（スペイン3部）のUDログロニェスに移籍。
2023年、J3リーグのFC今治へ完全移籍加入。2024シーズン終了後、契約満了により退団。
2025年、FC岐阜に加入。

## 個人成績
| 国内大会個人成績 | 国内大会個人成績 | 国内大会個人成績 | 国内大会個人成績 | 国内大会個人成績 | 国内大会個人成績 | 国内大会個人成績 | 国内大会個人成績 | 国内大会個人成績 | 国内大会個人成績 | 国内大会個人成績 | 国内大会個人成績 |
| 年度             | クラブ           | 背番号           | リーグ           | リーグ戦         | リーグ戦         | リーグ杯         | リーグ杯         | オープン杯       | オープン杯       | 期間通算         | 期間通算         |
| 年度             | クラブ           | 背番号           | リーグ           | 出場             | 得点             | 出場             | 得点             | 出場             | 得点             | 出場             | 得点             |
| 日本             | 日本             | 日本             | 日本             | リーグ戦         | リーグ戦         | リーグ杯         | リーグ杯         | 天皇杯           | 天皇杯           | 期間通算         | 期間通算         |
| ---------------- | ---------------- | ---------------- | ---------------- | ---------------- | ---------------- | ---------------- | ---------------- | ---------------- | ---------------- | ---------------- | ---------------- |
| 2019             | 福岡             | 1                | J2               | 41               | 0                | -                | -                | -                | -                | 41               | 0                |
| 2020             | 福岡             | 1                | J2               | 26               | 0                | -                | -                | -                | -                | 26               | 0                |
| 2023             | 今治             | 31               | J3               | 22               | 0                | -                | -                | -                | -                | 0                | 0                |
| 2024             | 今治             | 31               | J3               | 27               | 0                | 0                | 0                | 1                | 0                | 28               | 0                |
| 2025             | 岐阜             | 31               | J3               |                  |                  |                  |                  |                  |                  |                  |                  |
| 通算             | 日本             | 日本             | J2               | 67               | 0                | -                | -                | -                | -                | 67               | 0                |
| 通算             | 日本             | 日本             | J3               | 49               | 0                | 0                | 0                | 1                | 0                | 50               | 0                |
| 総通算           | 総通算           | 総通算           | 総通算           | 116              | 0                | 0                | 0                | 1                | 0                | 117              | 0                |

出場歴
- Jリーグ初出場 - 2019年2月24日 J2第1節 FC琉球戦 (タピック県総ひやごんスタジアム)